# Прешовский университет
Прешовский университет в Прешове (словац. Prešovská univerzita v Prešove) — высшее учебное заведение университетского типа в Словакии.

## История
Создан на основании Закона № 361/1996 Свода законов от 10 декабря 1996 года путём разделения Университета Павла Йозефа Шафарика в Кошицах на Университет Павла Йозефа Шафарика (в Кошицах) и Прешовский университет (в Прешове). История большинства факультетов охватывает более длительный период.
Это третий по количеству факультетов университет в Словакии. В университете обучается около 12 500 студентов и работает около 1 000 преподавателей.

## Факультеты
Прешовский университет в Прешове состоит из следующих факультетов:
- Грекокатолический богословский факультет (1880)
- Педагогический факультет (1949)
- Православный богословский факультет (1950)
- Философский факультет (1959)
- Факультет гуманитарных и естественных наук (1997)
- Факультет здравоохранения (2002)
- Факультет менеджмента (2004)
- Спортивный факультет (2004)